# Chulmleigh
Chulmleigh è un paese di 1.308 abitanti della contea del Devon, in Inghilterra.